# 2024年の株価大暴落

S&P 500指数の2024年8月1日から5日の推移

本記事では、2024年の株価大暴落（2024ねんのかぶかだいぼうらく）について述べる。
2024年8月、アメリカ合衆国労働省の雇用率の大幅な低下を示す雇用統計を受けて金融市場は下落し、景気後退の懸念が高まった。この株価大暴落は日本銀行の利上げ決定に伴う日本株の下落、企業利益の減少を投資家が懸念したことによる日本円の円高の進行、アメリカ合衆国のテクノロジー株が過大評価されているとの認識などの影響を受けた。

## 背景・原因
8月5日の（日本の）株価暴落の原因については様々な原因が指摘されている。

### 1. アメリカ合衆国の雇用統計
8月2日、アメリカ合衆国労働省は7月の雇用統計で就業者数が市場予測を大幅に下回ったことを発表した。これを受けてニューヨーク市場で株価が急落し、これが日本株にも波及した。

### 2. 日本銀行の追加利上げ、円高ドル安
7月31日、日本銀行は金融政策決定会合で政策金利を0.25%程度に引き上げることを決定し、日本円の円高が進行した。
8月2日、東証株価指数（TOPIX）は前日の下げと合わせた2営業日の下落率が9.2%と2011年の東北地方太平洋沖地震（東日本大震災）以降で最悪を記録した。

### 3. 中東情勢の緊迫化
イスラエルとイランの関係が悪化したことを受けて、投資家の間でリスク回避の動きが強まった。

### 4. 投機筋の仕掛け
直接の要因とは別に、投機筋が短期的な取引で利益を確保するために大量に売り注文を出したという指摘もある。

### その他
金融庁は翌年2025年1月に、大阪取引所の日経先物取引データを分析した結果を公表した。7月中旬から8月上旬にかけて、株式市場での取引の活況度合いを示す「市場流動性」が急速に低下していた。8月5日は特に後場で市場流動性が急速に低下し、価格変動が起こりやすい市場環境になっていた中で、売り需要が大量に発生して「売りが売りを呼ぶ急激な相場変動が発生した」と結論付けた。

## 下落

### 日本
8月5日、日経平均株価が4,451円28銭（−12.4%）下落し、日経平均先物でサーキットブレーカーが発動され、1987年10月のブラックマンデー翌日の下落（3836.48円）を大きく上回り、史上最大の終値の下げ幅を記録した。一部報道では植田和男日銀総裁の名前を取って、「植田ショック」や「令和のブラックマンデー（この日が月曜日であったため）」などと呼ばれている。
株価は翌6日の開始から大幅に上昇し、3万4,000円台に回復した。前日比で3217円04銭（10.23%）上昇しており、この上げ幅は過去最大となった。

### パキスタン
8月5日、KSE100指数は前日終値の78,225.98ポイントから1141.50ポイント（1.46%）下落し、77,084.48ポイントで取引を終えた。

### 大韓民国
8月5日、大韓民国のKOSDAQは11.30%下落し、88.5ポイントを失い、サーキットブレーカーが発動された。

### トルコ
トルコのBIST 100指数は8月5日の取引開始時に6.72%下落し、サーキットブレーカーが発動された。

### アメリカ合衆国
8月5日、Alphabet、Amazon、Apple、Meta Platforms、Microsoft、Nvidia、Teslaなどのいくつかの主要なテクノロジー株の時価総額が合計で6,530億ドル減少した。Nvidiaは2,880億ドルの損失で、アメリカ合衆国の歴史上最大の1日当たりの時価総額の損失を記録した。ボラティリティ指数のVIX指数は、前週の17から65まで一時急上昇し、2020年の新型コロナウイルス感染症の世界的流行以降の最高水準となった。
フィデリティ・インベストメンツ、チャールズ・シュワブ、バンガードなどのオンライン株式取引プラットフォームは、株価の下落時に技術的な問題を経験した。E-Trade、Robinhoodでも混乱が報告された。